# Pilz (Familienname)
Pilz ist ein deutscher Familienname.

## Herkunft und Bedeutung
Pilz ist ein indirekter Berufsname für einen Kürschner (mittelniederdeutsch pels, peltz, pils („Pelz“, „Tierhaut“, „Pelzrock“)). Es kann sich auch ein Pilzsammler oder -verkäufer gemeint sein.

## Namensträger

### Familienname
- Adolf Pilz (1877–1947), österreichischer Rechtswissenschaftler, Richter und Politiker
- Albert Pilz-Schottelius (1902/1903–1986), deutscher Heimatschriftsteller
- André Pilz (* 1972), deutscher Schriftsteller
- August Pilz (1878–1962), deutscher Dirigent
- Barbara Pilz (* 1966), österreichische Verlagslektorin und Unternehmerin
- Christiane Pilz (* 1975), deutsche Triathletin
- Dirk Pilz (1972–2018), deutscher Literaturwissenschaftler, Theaterkritiker und Journalismuslehrer
- Fritz Pilz (1927–2016), österreichischer Bildhauer
- Georg Peter-Pilz (1907–1988), deutscher Schauspieler und Hörspielsprecher
- Gerald Pilz (1965–2024), deutscher Finanzwissenschaftler
- Gerhard Pilz (Schauspieler) (Bütz; 1942–2016), österreichischer Drehbuchautor und Schauspieler
- Gerhard Pilz (Künstler) (* 1948), österreichischer Künstler
- Gerhard Pilz (* 1965), österreichischer Naturbahnrodler
- Gottfried Pilz (1944–2024), österreichischer Bühnenbildner
- Günter Pilz (* 1945), österreichischer Mathematiker
- Gunter A. Pilz (* 1944), deutscher Soziologe
- Hans Pilz (1915–2007), deutscher Fußballtrainer
- Hans-Uwe Pilz (* 1958), deutscher Fußballspieler
- Herbert Pilz (1930–2022), deutscher Fachbuchautor (Gastronomie und Hotelwesen)
- Herbert Pilz (Grafiker) (* 1919), deutscher Zeichner und Grafiker
- Jessica Pilz (* 1996), österreichische Sportkletterin
- Joachim Pilz (1932–2012), deutscher Politiker
- Josef Pilz (Mediziner) (1818–1866), böhmischer Augenarzt
- Josef Pilz (Heimatforscher) (1870–1941), böhmischer Lehrer, Archivar und Heimatforscher
- Jupp Pilz (1920–2006), deutscher Sportlehrer und Fußballtrainer
- Kurt Pilz (1905–1985), deutscher Kunsthistoriker
- Margot Pilz (* 1936), österreichische bildende Künstlerin
- Mario Pilz (* 1999), österreichischer Fußballspieler
- Markus Pilz (1962–2014), deutscher Rollstuhlleichtathlet
- Michael Pilz (Regisseur) (* 1943), österreichischer Regisseur, Produzent und Drehbuchautor
- Michael Pilz (Filmarchitekt) (* 1943), deutscher Filmarchitekt, Bühnen- und Szenenbildner
- Michel Pilz (1945–2023), luxemburgischer Jazzmusiker
- Oliver Pilz (* 1976), deutscher Klassischer Archäologe
- Olenka Pilz (* 1989), deutsche Journalistin, Hörfunk- und Fernsehmoderatorin
- Otto Pilz (1876–1934), deutscher Bildhauer
- Peter Pilz (* 1954), österreichischer Politiker und Autor
- Reinhard Pilz (* 1929), deutscher Wirtschaftsautor
- Rudolf Pilz (1888–1975), deutscher Generalleutnant
- Siegfried Pilz (Radsportler) (1925–2011), deutscher Kunstradfahrer
- Siegfried Pilz (Ingenieur) (1931–2004), deutscher Ingenieur, Industrieforscher und Hochschullehrer
- Sigrid Pilz (* 1958), österreichische Politikerin der Grünen
- Susanne Pilz (1862–1937), österreichische Pianistin, Klavierlehrerin und Sängerin
- Stefan Pilz (1974–2018), Orgelbauer in Leipzig
- Ulla Pilz (* 1967), österreichische Rundfunkjournalistin, Sängerin und Unterhaltungskünstlerin
- Vincenz Pilz (1816–1896), österreichischer Bildhauer
- Volker Pilz (1940–2024), deutscher Chemieingenieur und Hochschullehrer
- Waldemar Pilz (1922–2004), deutscher SED-Funktionär
- Willi Pilz (1925–2018), deutscher Naturforscher
- Winfried Pilz (1940–2019), deutscher katholischer Priester und Liederautor
- Wolfgang Pilz (Raumfahrtingenieur) (1911–1994), deutscher Raumfahrtingenieur
- Wolfgang Pilz (Zahnmediziner) (1927–2005), deutscher Zahnarzt

### Fiktive Figuren
- Gottlieb Theodor Pilz (1789–1856), Literat und Tonsetzer

### Künstlername
- Pilz (Rapperin) (* 1992), deutsche Rapperin